# Eventyrrejsen
Eventyrrejsen er en dansk film fra 1960.
- Manuskript Grete Frische og Ole Berggreen.
- Instruktion Ole Berggreen.

Blandt de medvirkende kan nævnes:
- Asbjørn Andersen
- Else Marie Hansen
- Preben Mahrt
- Vera Stricker
- Elith Pio
- Knud Hallest
- Bodil Udsen
- Jørn Jeppesen
- Hannah Bjarnhof
- Henry Nielsen
- Ebba Amfeldt
- Frits Helmuth
- Annie Birgit Garde
- Grete Frische
- Karen Lykkehus
- Jessie Rindom
- Palle Huld
- Sonja Wigert